# Адріан де Вердт
Адріан де Вердт (нід. Adriaan de Weerdt; бл. 1510 — бл. 1590) — фламандський художник періоду Північного Відродження, «парміджаніст».

## Життєпис
Народився вБрюсселі близько 1510 року. Навчався в Антверпені в Крістіана ван ден Кеборна. Після цього повернувся до Брюсселя. Потім він поїхав до Італії, девивчав творчість Франческо Парміджаніно. Помернувся близько 1566 року. Працював в Антверпені, ймовірно став членом місцевої гільдії Св. Луки.
Оскільки був католиком, то втік з Антверпену під час повстання протестантів. Перебрався до Кельна. Тут малював (багато співпрацював з Дірком Корнгертом) до самої смерті, що сталася близько 1590 року.

## Творчість
Спочатку малював в манері Франса Мостерта. Потім захопився стилем Парміджаніно, ставши найбільш ритмічним та витонченим серед фламандських художників-парміджаністів. Не зберіглося оригінальних робіт Адріана де Вердта, лише гравюри з його картин. Головними темами були історичні, релігійні та міфологічні алегорії.